# Rio Adășeni
O Rio Adăşeni é um rio da Romênia afluente do rio Volovăţ, localizado no distrito de Botoşani.